# Курганец-25
Курганец-25 су руска фамилија гусеничних возила оклопних транспортера и борбених возила пешадије развијених на средњој универзалној гусеничној модуларној платформи, просечне масе око 25 тона. Носе назив према граду Курган на јужном Уралу, где су развијена и где ће се производити („Тракторски завод”). Оклопно тело је од заварених панцирних плоча, комбинованих са керамичким и композитним панелима и додатним оклопом споља. Основно оружје чини тешки митраљез 12,7 mm „Корд” у даљински управљаној куполи. Посада (возач и командир) је распоређена напред, иза моторно-трансмисионог одељења, а искрцно одељење (осам војника) у десантном простору позади. Систем управљања возилом потпуно је ново решење и чини га „Game pad“ управљач са електричним контакт-дугмадима. Курганец-25 је развијен у две основне варијанте, оклопни транспортер БТР (Објект 693 или гусенично возило Б-11) и борбено возило пешадије БМП (Објект 695). БВП за разлику од ОТ варијанте има даљински управљу куполу – борбени модул БМ – „Бумеранг-БМ” са топом 30 мм и спрегнутим митраљезом 7,62 мм.